# 楔叶红茎黄芩
楔叶红茎黄芩（学名：Scutellaria yunnanensis var. cuneata）为唇形科黄芩属下的一个变种。

## 扩展阅读
- 維基物種上的相關：楔叶红茎黄芩